# 121715 Katiesalamy
121715 Katiesalamy este o planetă minoră (asteroid), cu un diametru de 4,873 km, din centura de asteroizi. A fost descoperită pe 5 decembrie 1999 la Catalina Station⁠(d) de Catalina Sky Survey. 
Obiectul prezintă o orbită caracterizată de o semiaxă mare de 3,1616356911476 UAi, o excentricitate de 0,16, o înclinație de 3,7 ° în raport cu ecliptica.